# 六村镇
六村镇是中华人民共和国河南省安陽市内黄县下辖的一个乡镇级行政单位。原为六村乡，2023年撤乡设镇。行政区划代码改为410527111。 

## 行政区划
六村镇下辖以下地区：
杨桑村、郭桑村、张桑村、薛村、破车口村、温邢固村、马邢固村、刘邢固村、尚庄村、千口村、马集村、赵庄村、前化村、中化村、后化村、太平村、北六村、袁六村、代六村、陈六村、穆六村和焦村。